# Anja Stiefel
Anja Stiefel, född den 9 augusti 1990 i Frauenfeld, är en schweizisk ishockeyspelare.
Hon tog OS-brons i damernas ishockeyturnering i samband med de olympiska ishockeytävlingarna 2014 i Sotji.